# Yoshi
Yoshi (ヨッシー, yosshii) (del japonès, "millor" o "feliç") és un dinosaure fictici que apareix en diversos videojocs de Nintendo i, més comunament, és el nom d'un membre específic d'aquesta espècie i la saga de Mario.
Yoshi té llengua molt llarga i enganxosa i pot empassar gairebé qualsevol cosa, fins i tot coses que són molt més grans que ell. Gairebé tot el que empassen es transforma en (o es tanca dintre d') un ou, el qual es pot llançar com arma. El que prefereixen menjar els Yoshis, en majoria, són fruites, encara que pot menjar altres coses, incloent-hi criatures vives. Encara que si té dents, aquests rarament es veuen o s'utilitzen; no obstant això, en Super Smash Bros. Yoshi els usa al mossegar als seus contrincants amb algunes tècniques.
Mentre que el Yoshi original és de color verd, els altres Yoshis venen en una varietat de colors, incloent-hi blau, blau cel, groc, ataronjat, vermell, lila, rosa, negre, blanc, i marró. Yoshi és un dinosaure d'1,45 metres i 45 quilograms.
A pesar que la base del personatge roman igual, l'aparença de Yoshi ha canviat des que va aparèixer per primera vegada. Originalment, semblava més un dinosaure (coll llarg, braços curts, muscles amples). També tenia pues en l'esquena de cap a cua. D'acord amb Satoru Iwata, Yoshi «a la fi va assemblar-se molt a un dinosaure…, ja que alguna cosa com un dinosaure era la forma que era permesa per les limitacions tècniques [del Maquinari de Super Nintendo]».